# Cantone di Rivière-Pilote
Il cantone di Rivière-Pilote è una divisione amministrativa situato nel dipartimento e regione della Martinica.

## Comuni
- Rivière-Pilote